# Nuoto ai campionati europei di nuoto 2018 - Staffetta 4x100 metri misti femminile
La staffetta 4x100 m misti femminile dei campionati europei di nuoto di 2018 si è svolta il 9 agosto 2018, presso il Tollcross International Swimming Centre di Glasgow, nel Regno Unito.

## Podio
| Posizione | Oro | Argento                                                          | Bronzo                                                                            |
| --------- | --- | ---------------------------------------------------------------- | --------------------------------------------------------------------------------- |
| Nazione   | Russia | Danimarca                                                        | Gran Bretagna                                                                     |
| Atleti    | Anastasia Fesikova Yuliya Yefimova Svetlana Čimrova Marija Kameneva Daria Ustinova* Vitalina Simonova* Arina Openysheva* | Mie Nielsen Rikke Møller Pedersen Emilie Beckmann Pernille Blume | Georgia Davies Siobhan-Marie O'Connor Alys Thomas Freya Anderson Kathleen Dawson* |

## Record
Prima della manifestazione il record del mondo (RM), il record europeo (EU) e il record dei campionati (RC) erano i seguenti:
|  | 3'51"55 | Stati Uniti | 30 luglio 2017 Budapest |
|  | 3'53"38 | Russia      | 30 luglio 2017 Budapest |
|  | 3'55"62 | Danimarca   | 24 agosto 2014 Berlino  |

Durante la competizione sono stati stabiliti i seguenti nuovi primati.
| Data     | Evento | Nazione | Tempo   | Record |
| -------- | ------ | ------- | ------- | ------ |
| 9 agosto | Finale | Russia  | 3:54.22 |        |

## Risultati

### Batterie
Le batterie si sono svolte a partire dalle ore 10:05.
| Class | Gruppo | Corsia | Nazione       | Nuotratrici                                                                                                | Tempo   | Note |
| ----- | ------ | ------ | ------------- | --- | ------- | ---- |
| 1     | 1      | 3      | Danimarca     | Mie Nielsen (59.95) Rikke Møller Pedersen (1:07.70) Emilie Beckmann (58.48) Pernille Blume (52.27)         | 3:58.40 | Q    |
| 2     | 1      | 6      | Gran Bretagna | Kathleen Dawson (1:00.17) Siobhan-Marie O'Connor (1:06.74) Alys Thomas (58.44) Freya Anderson (54.63)      | 3:59.98 | Q    |
| 3     | 2      | 7      | Italia        | Carlotta Zofkova (1:00.22) Martina Carraro (1:07.92) Ilaria Bianchi (57.79) Giada Galizi (54.59)           | 4:00.52 | Q    |
| 4     | 1      | 1      | Paesi Bassi   | Kira Toussaint (1:00.13) Tes Schouten (1:08.63) Kinge Zandringa (59.51) Femke Heemskerk (53.23)            | 4:01.50 | Q    |
| 5     | 1      | 8      | Francia       | Mathilde Cini (1:00.79) Fanny Deberghes (1:08.06) Marie Wattel (58.96) Charlotte Bonnet (53.71)            | 4:01.52 | Q    |
| 6     | 2      | 8      | Russia        | Daria Ustinova (1:01.23) Vitalina Simonova (1:08.61) Svetlana Čimrova (57.86) Arina Openysheva (54.44)     | 4:02.14 | Q    |
| 7     | 1      | 5      | Germania      | Laura Riedemann (1:00.65) Jessica Steiger (1:08.71) Franziska Hentke (58.89) Annika Bruhn (54.15)          | 4:02.40 | Q    |
| 8     | 2      | 5      | Ungheria      | Katinka Hosszú (1:01.01) Anna Sztankovics (1:08.50) Liliána Szilágyi (59.02) Evelyn Verrasztó (55.39)      | 4:03.92 | Q    |
| 9     | 1      | 4      | Svezia        | Ida Lindborg (1:01.71) Sophie Hansson (1:08.18) Louise Hansson (58.19) Magdalena Kuras (55.86)             | 4:03.94 |      |
| 10    | 1      | 2      | Svizzera      | Nina Kost (1:02.00) Lisa Mamié (1:08.73) Svenja Stoffel (1:00.29) Maria Ugolkova (53.36)                   | 4:04.38 |      |
| 11    | 2      | 4      | Polonia       | Alicja Tchórz (1:01.53) Weronika Hallmann (1:09.09) Anna Dowgiert (59.21) Katarzyna Wasick (54.66)         | 4:04.49 |      |
| 12    | 2      | 1      | Spagna        | Duane Da Rocha (1:01.44) Jessica Vall (1:07.16) Lidón Muñoz (1:00.99) Melani Costa (55.20)                 | 4:04.79 |      |
| 13    | 2      | 2      | Israele       | Shahar Menahem (1:03.44) Anastasia Gorbenko (1:10.86) Amit Ivry (58.78) Andrea Murez (54.10)               | 4:07.18 |      |
| 14    | 1      | 7      | Turchia       | Ekaterina Avramova (1:03.02) Viktoriya Zeynep Güneş (1:10.59) Aleyna Özkan (1:01.29) Selen Özbilen (56.09) | 4:10.99 |      |
| 15    | 2      | 6      | Austria       | Caroline Pilhatsch (1:01.89) Elena Guttmann (1:12.63) Lena Kreundl (1:01.38) Cornelia Pammer (57.98)       | 4:13.88 |      |
| 16    | 2      | 3      | Slovacchia    | Karolina Hájková (1:03.37) Nikoleta Trníková (1:13.15) Andrea Podmaníková (1:03.39) Laura Benková (57.73)  | 4:17.64 |      |
| dns   | 2      | 0      | Finlandia     | dns | dns     | dns  |

### Finale
La finale si è svolta alle ore 18:07.
| Class   | Corsia | Nazione       | Nuotatrici                                                                                                | Tempo   | Note |
| ------- | ------ | ------------- | --- | ------- | ---- |
| Oro     | 7      | Russia        | Anastasia Fesikova (59.56) Yuliya Yefimova (1:03.95) Svetlana Čimrova (57.34) Marija Kameneva (53.37)     | 3:54.22 |      |
| Argento | 4      | Danimarca     | Mie Nielsen (59.76) Rikke Møller Pedersen (1:07.50) Emilie Beckmann (57.66) Pernille Blume (51.77)        | 3:56.69 |      |
| Bronzo  | 5      | Gran Bretagna | Georgia Davies (59.44) Siobhan-Marie O'Connor (1:07.22) Alys Thomas (57.56) Freya Anderson (52.69)        | 3:56.91 |      |
| 4       | 3      | Italia        | Carlotta Zofkova (59.86) Arianna Castiglioni (1:06.50) Elena Di Liddo (57.34) Federica Pellegrini (53.30) | 3:57.00 |      |
| 5       | 6      | Paesi Bassi   | Kira Toussaint (59.81) Tes Schouten (1:08.05) Kinge Zandringa (58.24) Femke Heemskerk (52.84)             | 3:58.94 |      |
| 6       | 2      | Francia       | Mathilde Cini (1:01.00) Fanny Deberghes (1:07.46) Marie Wattel (58.54) Charlotte Bonnet (52.85)           | 3:59.85 |      |
| 7       | 1      | Germania      | Laura Riedemann (1:00.58) Jessica Steiger (1:08.38) Aliena Schmidtke (58.29) Annika Bruhn (53.85)         | 4:01.10 |      |
| 8       | 8      | Ungheria      | Katinka Hosszú (1:00.93) Anna Sztankovics (1:08.78) Liliána Szilágyi (58.71) Evelyn Verrasztó (56.16)     | 4:04.58 |      |